# Olympische Sommerspiele 1992/Teilnehmer (Guatemala)
| Gelbes Symbol für Goldmedaillen mit stilisierten Olympischen Ringen | Graues Symbol für Silbermedaillen mit stilisierten Olympischen Ringen | Braundes Symbol für Bronzemedaillen mit stilisierten Olympischen Ringen |
| ------------------------------------------------------------------- | --------------------------------------------------------------------- | ----------------------------------------------------------------------- |
| —                                                                   | —                                                                     | —                                                                       |

Guatemala nahm an den Olympischen Sommerspielen 1992 in Barcelona, Spanien, mit einer Delegation von 14 Sportler (zwölf Männer und zwei Frauen) teil.

## Teilnehmer nach Sportarten

### Boxen
- Magno Ruiz
Bantamgewicht: 17. Platz

- Mauricio Avila
Leichtgewicht: 9. Platz

### Gewichtheben
- Luis Coronado
Mittelgewicht: 28. Platz

### Moderner Fünfkampf
- Sergio Sánchez
Einzel: 47. Platz

### Ringen
- Mynor Ramírez
Halbfliegengewicht, griechisch-römisch: in der 2. Runde ausgeschieden

### Schießen
- Julio Sandoval
Laufende Scheibe: 17. Platz

- Cristian Bermúdez
Laufende Scheibe: 20. Platz

- Francisco Romero Arribas
Skeet: 20. Platz

### Schwimmen
- Andrés Sedano
50 Meter Freistil: 60. Platz
4 × 100 Meter Freistil: 17. Platz
4 × 200 Meter Freistil: 17. Platz
4 × 100 Meter Lagen: 22. Platz

- Gustavo Bucaro
50 Meter Freistil: 63. Platz
100 Meter Freistil: 58. Platz
200 Meter Freistil: 40. Platz
400 Meter Freistil: 40. Platz
100 Meter Schmetterling: 57. Platz
4 × 100 Meter Freistil: 17. Platz
4 × 200 Meter Freistil: 17. Platz
4 × 100 Meter Lagen: 22. Platz

- Helder Torres
100 Meter Freistil: 61. Platz
200 Meter Freistil: 44. Platz
400 Meter Freistil: 44. Platz
1500 Meter Freistil: 29. Platz
4 × 100 Meter Freistil: 17. Platz
4 × 200 Meter Freistil: 17. Platz
4 × 100 Meter Lagen: 22. Platz

- Roberto Bonilla
100 Meter Brust: 49. Platz
200 Meter Brust: 43. Platz
200 Meter Lagen: Disqualifikation
400 Meter Lagen: 31. Platz
4 × 100 Meter Freistil: 17. Platz
4 × 200 Meter Freistil: 17. Platz
4 × 100 Meter Lagen: 22. Platz

- Blanca Morales
Frauen, 100 Meter Schmetterling: 41. Platz
Frauen, 200 Meter Schmetterling: 28. Platz

### Turnen
- Luisa Portocarrero
Frauen, Mehrkampf: 18. Platz
Frauen, Boden: 28. Platz
Frauen, Pferdsprung: 32. Platz
Frauen, Schwebebalken: 13. Platz
Frauen, Stufenbarren: 37. Platz